# Kimberley Bos
Kimberley Bos (* 7. Oktober 1993 in Ede) ist eine niederländische Skeletonpilotin und ehemalige Bobfahrerin. Nachdem sie 2012 gemeinsam mit Mandy Groot für die Niederlande im Bobsport an den Olympischen Jugend-Winterspielen teilgenommen und im Zweierbob-Wettbewerb die Bronzemedaille gewonnen hatte, nahm sie 2018 für die Niederlande an den Olympischen Winterspielen im Skeleton teil.

## Karriere

### Karriere als Bobfahrerin
Die aus den gelderländischen Ede stammende Kimberley Bos begann im Jahr 2009 mit dem Bobsport und wurde zur Pilotin ausgebildet. Bereits im Jahr 2010 wurde sie in das Nationalteam der Niederlande berufen und in der Saison 2011/12 nahm sie an der Qualifikation zu den Olympischen Jugend-Winterspielen teil und ihr und der zweiten niederländischen Starterin Marije van Huigenbosch standen mit Sanne Decker und Mandy Grott zwei Anschieberinnen zur Verfügung. Bei den beiden Qualifikationswettbewerben in Innsbruck belegte sie am 5. und 6. November 2011 den vierten bzw. den zweiten Platz. Am 26. und 27. November belegte sie bei den beiden Wettbewerben in Winterberg jeweils den zweiten Platz.
Sowohl Marije van Huigenbosch als auch Kimberley Bos schafften die Qualifikation für die Olympischen Jugend-Winterspiele 2012 in Innsbruck. Während Marije van Huigenbosch mit Sanne Dekker an den Start ging, startete Kimberley Bos gemeinsam mit Mandy Groot und die beiden konnten bei dem Sieg von Marije van Huigenbosch und Sanne Dekker auf der Kunsteisbahn Bob-Rodel Igls am 22. Januar die Bronzemedaille gewinnen. Nach den Olympischen Jugendspielen ging Kimberley Bos zusammen mit Mandy Groot zum ersten und einzigen Mal bei den Juniorenweltmeisterschaften im Bobsport an den Start und belegten auf der Bahn in Innsbruck den 13. Platz.
In der Saison 2012/13 debütierte sie am 16. November 2012 in Innsbruck gemeinsam mit Sanne Dekker im Bob-Europacup und belegte bei dem Wettbewerb auf dem Olympia Eiskanal Igls den achten Platz. Bei den beiden folgenden Wettbewerben, welche am 17. und 18. November in Igls ausgetragen wurden, belegte sie den 15. bzw. zehnten Platz. Am Ende der Saison belegte Kimberley Bos in der Gesamtwertung des Europacups mit 230 Punkten den 15. Platz.

### Karriere als Skeletonfahrerin

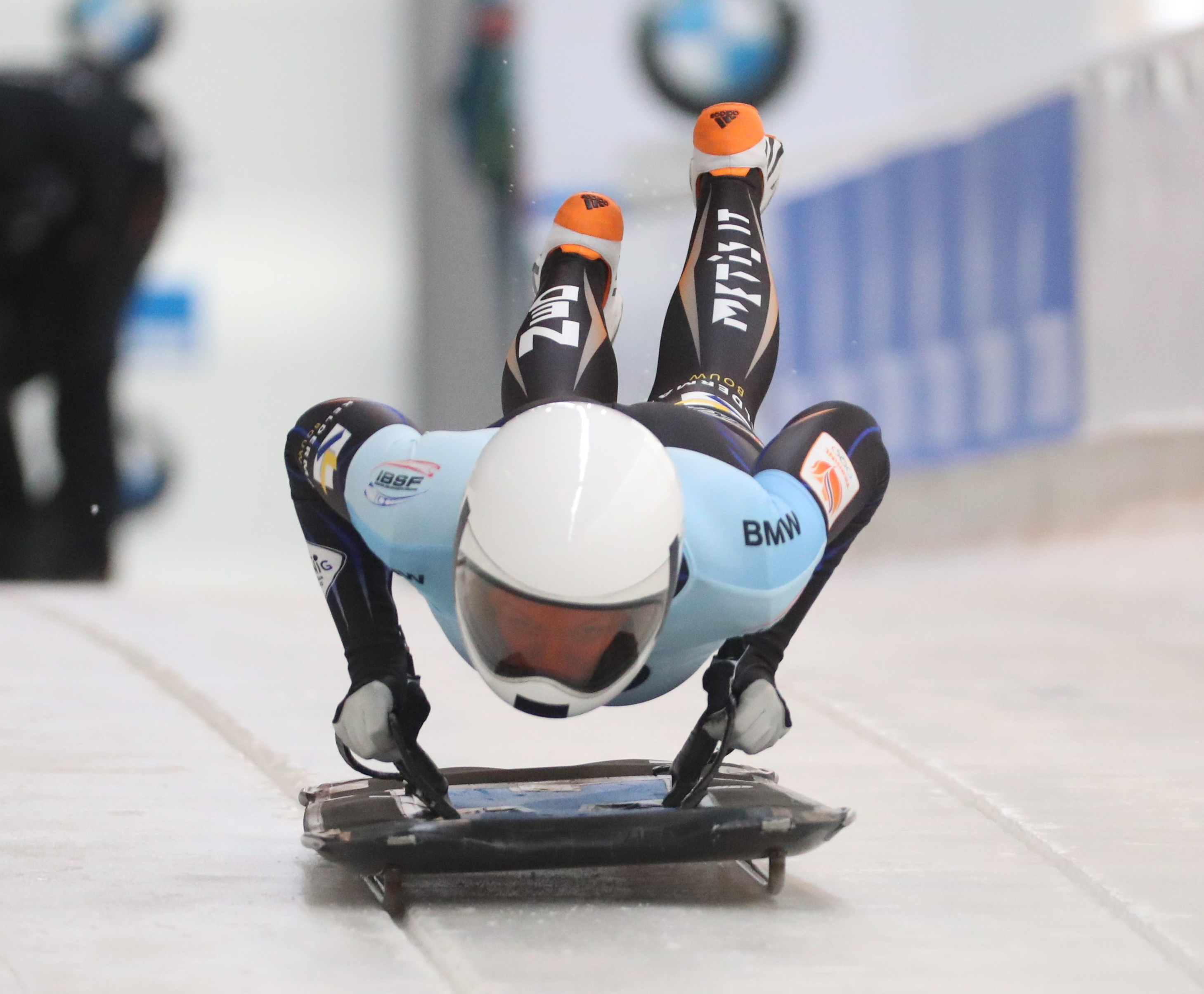
Kimberley Bos bei den Bob- und Skeleton-Weltmeisterschaften 2020 in Altenberg

Zur Saison 2013/14 wechselte Kimberley Bos vom Bobsport zum Skeleton, wo sie seitdem national und international an den Start geht. Bereits in der Saison 2013/14 gab sie am 7. Dezember 2012 ihr Debüt im Skeleton-Europacup. Beim Rennen in Innsbruck belegte sie den achten Platz. Einen Tag später beim zweiten Rennen auf dem Olympia Eiskanal Igls konnte sie diesen achten Platz erneut belegen. Sowohl am 17. Dezember 2013 in Winterberg als auch am 12. Januar 2014 konnte sie mit den sechsten bzw. achten Platz jeweils ein Top-Ten-Resultat im Skeleton-Europacup belegen. Am Ende der Saison belegte sie mit 190 Punkten den zehnten Platz in der Gesamtwertung des Europacups. Zum Abschluss der Saison nahm sie an den Skeleton-Juniorenweltmeisterschaften teil und konnte am 25. Januar 2014 den zehnten Platz auf der Bobbahn Winterberg Hochsauerland belegen.
Zum Start der Saison 2014/15 belegte sie bei den beiden Europacup-Wettbewerben in Lillehammer den neunten und den sechsten Platz. Am 28. Januar 2014 konnte Kimberley Bos beim Wettbewerb in Königssee erstmals einen Podestplatz belegen. Hinter Lanette Prediger auf Kanada und Carina Mair aus Österreich belegte sie den dritten Platz am Königssee. Einen Tag später konnte sie beim zweiten Rennen auf der Kunsteisbahn Königssee den achten Platz belegen. In Winterberg verpasste sie am 6. Dezember mit dem fünften Platze knapp eine erneute Podestplatzierung. In der Gesamtwertung des Europacups belegte sie am Saisonende den vierten Platz mit 314 Punkten. Zum Abschluss der Saison nahm sie zum zweiten Mal an der Junioren-Weltmeisterschaft teil und belegte in Altenberg den zehnten Platz.
In der Saison 2015/16 debütierte sie am 19. November 2015 in Lake Placid im Skeleton-Intercontinentalcup und belegte bei den Rennen den achten Platz. Einen Tag später belegte sie die dem zweiten Wettbewerb auf der Olympia-Bobbahn Mount Van Hoevenberg ebenfalls den achten Platz. Eine Woche später gab sie in Whistler ihr Debüt im Skeleton-Nordamerikacup und dabei konnte sie den achten Platz belegen. Am 7. und 8. Januar 2016 belegte sie bei den beiden Intercontinentalcup-Wettbewerben in Innsbruck jeweils den fünften Platz. Am 23. Januar 2016 nahm sie an den Skeleton-Juniorenweltmeisterschaften teil und gewann dabei in Winterberg hinter Lelde Priedulena aus Lettland und vor Anna Fernstädt aus Deutschland die Silbermedaille.
Nach den Junioren-Weltmeisterschaften nahm sie am 27. und 28. Januar 2016 in St. Moritz an den Europacup-Wettbewerben teil und belegte dabei jeweils hinter Mirela Rahneva aus Kanada und vor Janine Becker aus Deutschland den zweiten Platz. Durch ihre Ergebnisse in der Saison konnte sie sich zum ersten Mal für die Bob- und Skeleton-Weltmeisterschaften qualifizieren. Bei den Weltmeisterschaften 2016 belegte sie auf dem Olympia Eiskanal Igls bei ihrem WM-Debüt den achten Platz. Zum Abschluss der Saison nahm sie an den Wettbewerben des Nordamerikacups in Park City und Lake Placid statt. Am 4. und 5. März siegte sie jeweils auf der Bobbahn in Park City vor der Kanadierin Jaclyn Laberge und Veronica Day aus den USA. Auf der Olympia-Bobbahn Mount Van Hoevenberg siegte sie am 17. März 2016 vor Veronica Day und der Britin Madelaine Smith. Einen Tag später entschied sie auch den zweiten Wettbewerb in Lake Placid vor Veronica Day und der Südkoreanerin Mun Rayoung für sich. In der Gesamtwertung des Nordamerikacups belegte sie durch ihre vier Siege mit 336 Punkten den vierten Platz.
In der Saison 2016/17 ging Kimberley Bos in allen Skeleton-Rennserien an den Start und begann ihre Saison in Innsbruck am 10. November 2016 mit einem Sieg im Intercontinentalcup vor Megan Henry aus den USA und der Kanadierin Lanette Prediger. Einen Tag später konnte sie auch das zweite Rennen auf dem Olympia Eiskanal Igls vor Lanette Prediger und Maria Marinela Mazilu aus Rumänien für sich entscheiden. Nachdem sie am 26. November 2016 in Whistler vor Marija Orlowa aus Russland und Mirella Rahneva das zweite Nordamerika-Cup-Rennen im Whistler Sliding Centre für sich entscheiden konnte, debütierte sie am 2. Dezember 2016 in Whistler im Skeleton-Weltcup und belegte bei ihrem Debüt den 20. Platz. Bei ihrem zweiten Weltcup-Start am 17. Dezember in Lake Placid belegte sie mit dem zwölften Platz zum ersten Mal einen Top-15-Platz.
Nach dem Jahreswechsel belegte sie am 15. Januar 2017 in Winterberg den siebten Platz und erreichte damit ihren ersten Top-Ten-Platz. Beim Weltcup in Winterberg wurde Race-in-Race auch die Skeleton-Europameisterschaft ausgefahren und dabei belegte Kimberley Bos den fünften Platz. Eine Woche später belegte sie am 20. Januar in St. Moritz den 5. Platz. In der darauffolgenden Woche nahm sie an der Skeleton-Juniorenweltmeisterschaft 2017 auf der Bobbahn in Sigulda teil und verpasste mit dem fünften Platz erneut eine Medaille zu gewinnen. In Königssee nahm sie zum zweiten Mal in ihrer Karriere an den Bob- und Skeleton-Weltmeisterschaften und belegte auf der Kunsteisbahn Königsee belegte sie den 14. Platz bei den Weltmeisterschaften 2017. Nach den Weltmeisterschaften stand am 17. März 2017 in Pyeongchang der vorolympische Test-Weltcup an. Hinter Jacqueline Lölling aus Deutschland und Jelena Nikitina aus Russland belegte sie bei diesem Weltcup mit dem dritten Platz erstmals einen Podestplatz. Am Ende der Saison belegte sie im Gesamt-Weltcup mit 988 Punkten den zwölften Platz.
In die olympische Saison 2017/18 startete sie am 9. November 2017 mit einem zwölften Platz beim Skeleton-Weltcup in Lake Placid. Ihr bestes Resultat in der Saison erzielte sie am 15. Dezember 2017 in Innsbruck, als sie den siebten Platz belegte. Race-in-Race fand zudem auf dem Olympia Eiskanal Igls die Europameisterschaft statt, bei welcher Kimberley Bos den fünften Platz belegte. In Altenberg belegte sie nach dem Jahreswechsel am 5. Januar 2018 auch den siebten Platz. Am Ende der Saison belegte sie im Gesamtweltcup mit 905 Punkten den 14. Platz. Der Niederlande standen bei den Olympischen Winterspielen 2018 eigentlich zwei Startplätze zur Verfügung. Doch es wurde am 16. Januar 2018 vom Nationalen Olympischen Komitee der Niederlande nur Kimberley Bos nominiert und Joska le Conte wurde nicht für die Olympischen Winterspiele in Pyeongchang nominiert. Nach vier Läufen im Olympic Sliding Centre belegte Kimberley Bos den achten Platz.
In die Saison 2018/19 startete sie am 23. November 2018 im Skeleton-Intercontinentalcup und belegte beim Rennen in Winterberg nur den 13. Platz. Einen Tag später belegte sie beim zweiten Rennen in der Veltins-Eisarena den elften Platz. Nachdem sie in den Weltcup 2018/19 am 9. Dezember 2018 in Sigulda mit dem neunten Platze gestartete ist, belegte sie nach dem Jahreswechsel am 25. Januar 2019 mit dem achten Platz in St. Moritz ihr bestes Saison-Resultat. Am Ende belegte sie im Gesamtweltcup den 13. Platz mit 984 Punkten. Zum Abschluss der Saison nahm sie an den Bob- und Skeleton-Weltmeisterschaften teil und belegten im Whistler Sliding Centre bei den Weltmeisterschaften 2019 den 13. Platz.
Nachdem sie bei den ersten vier Weltcup-Rennen der Saison 2019/20 keinen Platz unter den besten 15 Starterinnen belegen konnte, startete sie am 31. Januar 2020 in Pyeongchang im Intercontinentalcup 2019/20. Bei diesen Rennen belegte sie hinter der US-Amerikanerin Katie Uhlaender und vor der Chinesin Zhu Yangqi den zweiten Platz. Einen Tag später siegte Kimberley Bos beim zweiten Rennen im Olympic Sliding Centre vor den beiden US-Amerikanerinnen Kelly Curtis und Katie Uhleander. In Sigulda ging sie am 16. Februar beim letzten Saisonrennen des Skeleton-Weltcups an den Start und belegte den achten Platz, welchen sie zudem auch in der gesonderten Europameisterschafts-Wertung belegte. Am Ende der Saison belegte sie nach vier Läufen in Altenberg bei den Bob- und Skeleton-Weltmeisterschaften 2020 den 15. Platz.

## Erfolge

### Intercontinentalcup-Siege
| Nr. | Datum             | Ort         | Bahn                   |
| --- | ----------------- | ----------- | ---------------------- |
| 1.  | 10. November 2016 | Innsbruck   | Olympia Eiskanal Igls  |
| 2.  | 11. November 2016 | Innsbruck   | Olympia Eiskanal Igls  |
| 3.  | 1. Februar 2020   | Pyeongchang | Olympic Sliding Centre |

### Nordamerikacup-Siege
| Nr. | Datum             | Ort         | Bahn                                 |
| --- | ----------------- | ----------- | ------------------------------------ |
| 1.  | 4. März 2016      | Park City   | Bobbahn Park City                    |
| 2.  | 5. März 2016      | Park City   | Bobbahn Park City                    |
| 3.  | 17. März 2016     | Lake Placid | Olympia-Bobbahn Mount Van Hoevenberg |
| 4.  | 18. März 2016     | Lake Placid | Olympia-Bobbahn Mount Van Hoevenberg |
| 5.  | 26. November 2016 | Whistler    | Whistler Sliding Centre              |